# Carolina Matilde di Danimarca
Carolina Matilde di Danimarca (nome completo in danese Caroline-Louise Mathilde Dagmar Christine Maud Augusta Ingeborg Thyra Adelheid; Gentofte, 27 aprile 1912 – Kongens Lyngby, 12 dicembre 1995) è stata principessa ereditaria di Danimarca dal 1947 al 1953, come moglie del cugino Knud.
Era figlia del principe Harald e nipote del re Federico VIII.

## Biografia

### Infanzia

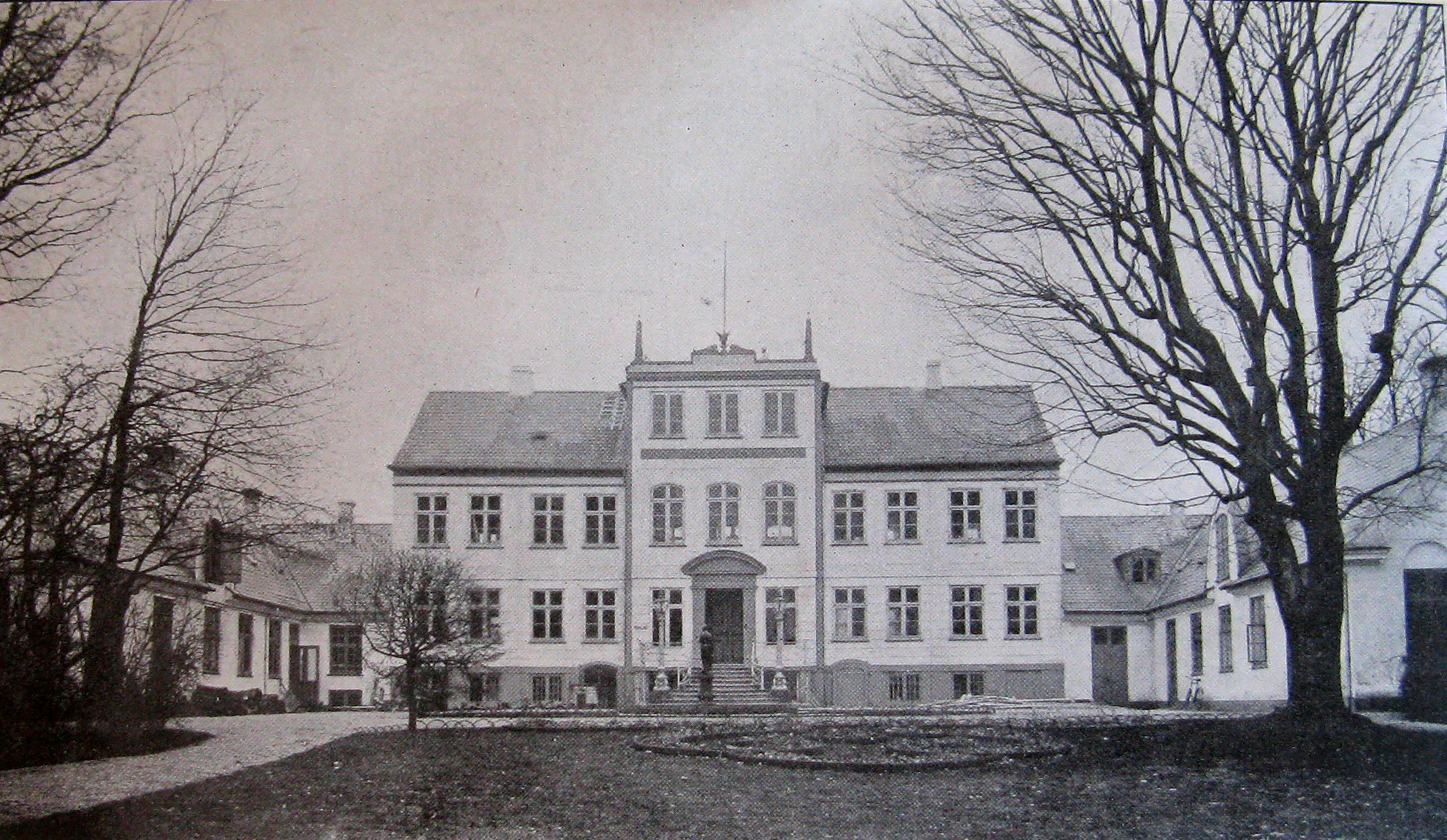
Jægersborghus, luogo di nascita nella principessa Carolina Matilde, nel 1909

La principessa Carolina Matilde nacque il 27 aprile 1912 nella casa di campagna di Jægersborghus a Gentofte, a nord di Copenaghen. Era la secondogenita e la seconda delle figlie femmine del principe Harald di Danimarca, figlio del re Federico VIII e della principessa Luisa di Svezia. Sua madre era la principessa Elena Adelaide di Schleswig-Holstein-Sonderburg-Glücksburg, figlia di Federico Ferdinando, duca di Schleswig-Holstein-Sonderburg-Glücksburg e della principessa Carolina Matilde di Schleswig-Holstein-Sonderburg-Augustenburg.
Alla principessa fu dato il nome della sua nonna materna, ed era nota come 'Calma' per la sua famiglia.

### Matrimonio
Carolina Matilde sposò il proprio cugino di primo grado, il principe Knud di Danimarca, secondo figlio maschio ed il più giovane dei figli di Cristiano X di Danimarca e Alessandrina di Meclemburgo-Schwerin, l'8 settembre 1933 nel Palazzo di Fredensborg sull'isola di Sjælland, in Danimarca. Alla coppia fu assegnato come residenza il Palazzo di Sorgenfri a Kongens Lyngby, a nord di Copenaghen.

### Vita successiva
Dal 1947 al 1953 il principe Knud fu erede presuntivo del fratello maggiore Federico IX. Knud sarebbe diventato re e Carolina Matilde regina, ma un cambiamento della costituzione nel 1953 determinò per Knud la perdita del posto nella successione in favore della nipote Margherita. Dopo il cambiamento, al principe Knud fu dato il titolo di principe ereditario e Carolina Matilde diventò principessa ereditaria.
Il principe ereditario Knud morì il 14 giugno 1976. Carolina Matilde sopravvisse al marito per 19 anni e morì il 12 dicembre 1995 nel Palazzo di Sorgenfri. Fu sepolta nella cattedrale di Roskilde accanto al marito.

## Discendenza
Carolina Matilde e Knud di Danimarca ebbero tre figli:
- Principessa  Elisabetta (8 maggio 1935 - 19 giugno 2018)
- Principe Ingolf (17 febbraio 1940); perse il suo titolo e divenne il conte Ingolf di Rosenborg dopo aver sposato senza consenso Inge Terney
- Principe Cristiano (22 ottobre 1942 - 21 maggio 2013); perse il suo titolo e divenne il conte Christian di Rosenborg dopo aver sposato senza consenso Anne Dorte Maltoft-Nielsen, con la quale ebbe dei figli

## Titoli e trattamento
- 27 aprile 1912 – 1º dicembre 1918: Sua Altezza Principessa Carolina Matilde di Danimarca
- 1 dicembre 1918 – 8 settembre 1933: Sua Altezza Principessa Carolina Matilde di Danimarca e Islanda[senza fonte]
- 8 settembre 1933 – 17 giugno 1944: Sua Altezza Reale Principessa Carolina Matilde di Danimarca e Islanda
- 17 giugno 1944 – 27 marzo 1953: Sua Altezza Reale Principessa Carolina Matilde di Danimarca
- 27 marzo 1953 – 12 dicembre 1995: Sua Altezza Reale La Principessa Ereditaria di Danimarca

## Ascendenza
|                                                                 |                                                      |                                                                | Genitori                                                |  |  | Nonni |  |  | Bisnonni                  |  |  | Trisnonni                                                      |  |
|                                                                 |                                                      |                                                                |                                                         |  |  |       |  |  | Cristiano IX di Danimarca |  |  | Federico Guglielmo di Schleswig-Holstein-Sonderburg-Glücksburg |  |
|                                                                 |                                                      |                                                                |                                                         |  |  |       |  |  | Cristiano IX di Danimarca |  |  | Federico Guglielmo di Schleswig-Holstein-Sonderburg-Glücksburg |  |
|                                                                 |                                                      | Luisa Carolina d'Assia-Kassel                                  |                                                         |  |  |       |  |  | Cristiano IX di Danimarca |  |  |                                                                |  |
| Federico VIII di Danimarca                                      |                                                      |                                                                |                                                         |  |  |       |  |  | Cristiano IX di Danimarca |  |  |                                                                |  |
|                                                                 |                                                      | Luisa d'Assia-Kassel                                           | Guglielmo d'Assia-Kassel                                |  |  |       |  |  |                           |  |  |                                                                |  |
|                                                                 |                                                      | Luisa d'Assia-Kassel                                           | Guglielmo d'Assia-Kassel                                |  |  |       |  |  |                           |  |  |                                                                |  |
|                                                                 |                                                      | Luisa d'Assia-Kassel                                           | Luisa Carlotta di Danimarca                             |  |  |       |  |  |                           |  |  |                                                                |  |
| Harald di Danimarca                                             |                                                      | Luisa d'Assia-Kassel                                           |                                                         |  |  |       |  |  |                           |  |  |                                                                |  |
|                                                                 |                                                      | Carlo XV di Svezia                                             | Oscar I di Svezia                                       |  |  |       |  |  |                           |  |  |                                                                |  |
|                                                                 |                                                      | Carlo XV di Svezia                                             | Oscar I di Svezia                                       |  |  |       |  |  |                           |  |  |                                                                |  |
|                                                                 |                                                      | Carlo XV di Svezia                                             | Giuseppina di Leuchtenberg                              |  |  |       |  |  |                           |  |  |                                                                |  |
| Luisa di Svezia                                                 |                                                      | Carlo XV di Svezia                                             |                                                         |  |  |       |  |  |                           |  |  |                                                                |  |
|                                                                 |                                                      | Luisa dei Paesi Bassi                                          | Federico d'Orange-Nassau                                |  |  |       |  |  |                           |  |  |                                                                |  |
|                                                                 |                                                      | Luisa dei Paesi Bassi                                          | Federico d'Orange-Nassau                                |  |  |       |  |  |                           |  |  |                                                                |  |
|                                                                 |                                                      | Luisa dei Paesi Bassi                                          | Luisa di Prussia                                        |  |  |       |  |  |                           |  |  |                                                                |  |
| Carolina Matilde di Danimarca                                   |                                                      | Luisa dei Paesi Bassi                                          |                                                         |  |  |       |  |  |                           |  |  |                                                                |  |
|                                                                 | Federico di Schleswig-Holstein-Sonderburg-Glücksburg | Federico Guglielmo di Schleswig-Holstein-Sonderburg-Glücksburg |                                                         |  |  |       |  |  |                           |  |  |                                                                |  |
|                                                                 | Federico di Schleswig-Holstein-Sonderburg-Glücksburg | Federico Guglielmo di Schleswig-Holstein-Sonderburg-Glücksburg |                                                         |  |  |       |  |  |                           |  |  |                                                                |  |
|                                                                 | Federico di Schleswig-Holstein-Sonderburg-Glücksburg | Luisa Carolina d'Assia-Kassel                                  |                                                         |  |  |       |  |  |                           |  |  |                                                                |  |
| Federico Ferdinando di Schleswig-Holstein-Sonderburg-Glücksburg | Federico di Schleswig-Holstein-Sonderburg-Glücksburg |                                                                |                                                         |  |  |       |  |  |                           |  |  |                                                                |  |
|                                                                 |                                                      | Adelaide di Schaumburg-Lippe                                   | Giorgio Guglielmo di Schaumburg-Lippe                   |  |  |       |  |  |                           |  |  |                                                                |  |
|                                                                 |                                                      | Adelaide di Schaumburg-Lippe                                   | Giorgio Guglielmo di Schaumburg-Lippe                   |  |  |       |  |  |                           |  |  |                                                                |  |
|                                                                 |                                                      | Adelaide di Schaumburg-Lippe                                   | Ida di Waldeck e Pyrmont                                |  |  |       |  |  |                           |  |  |                                                                |  |
| Elena Adelaide di Schleswig-Holstein-Sonderburg-Glücksburg      |                                                      | Adelaide di Schaumburg-Lippe                                   |                                                         |  |  |       |  |  |                           |  |  |                                                                |  |
|                                                                 |                                                      | Federico VIII di Schleswig-Holstein-Sonderburg-Augustenburg    | Cristiano di Schleswig-Holstein-Sonderburg-Augustenburg |  |  |       |  |  |                           |  |  |                                                                |  |
|                                                                 |                                                      | Federico VIII di Schleswig-Holstein-Sonderburg-Augustenburg    | Cristiano di Schleswig-Holstein-Sonderburg-Augustenburg |  |  |       |  |  |                           |  |  |                                                                |  |
|                                                                 |                                                      | Federico VIII di Schleswig-Holstein-Sonderburg-Augustenburg    | Lovisa-Sophie Danneskjold-Samsøe                        |  |  |       |  |  |                           |  |  |                                                                |  |
| Carolina Matilde di Schleswig-Holstein-Sonderburg-Augustenburg  |                                                      | Federico VIII di Schleswig-Holstein-Sonderburg-Augustenburg    |                                                         |  |  |       |  |  |                           |  |  |                                                                |  |
|                                                                 |                                                      | Adelaide di Hohenlohe-Langenburg                               | Ernesto I di Hohenlohe-Langenburg                       |  |  |       |  |  |                           |  |  |                                                                |  |
|                                                                 |                                                      | Adelaide di Hohenlohe-Langenburg                               | Ernesto I di Hohenlohe-Langenburg                       |  |  |       |  |  |                           |  |  |                                                                |  |
|                                                                 |                                                      | Adelaide di Hohenlohe-Langenburg                               | Feodora di Leiningen                                    |  |  |       |  |  |                           |  |  |                                                                |  |
|                                                                 |                                                      | Adelaide di Hohenlohe-Langenburg                               |                                                         |  |  |       |  |  |                           |  |  |                                                                |  |